# Anglo-Welsh Cup 2013-14
La Anglo-Welsh Cup 2013-14 fue la cuadragésimo tercera edición del torneo de rugby para equipos de Inglaterra y la novena que incluye a los equipos galeses del Pro12.

## Sistema de disputa
Cada equipo disputa cuatro partidos frente frente a los rivales del grupo asignado, el mejor de cada grupo clasifica a semifinales en la búsqueda del título.
- Grupo 1 vs Grupo 4
- Grupo 2 vs Grupo 3

## Primera Fase
Calendario de partidos

### Grupo 1
| Pos. | Equipo                | Encuentros | Encuentros | Encuentros | Encuentros | Tantos | Tantos | Tantos | PB | Puntos |
| Pos. | Equipo                | PJ         | PG         | PE         | PP         | F      | C      | Dif    | PB | Puntos |
| ---- | --------------------- | ---------- | ---------- | ---------- | ---------- | ------ | ------ | ------ | -- | ------ |
| 1.º  | Saracens              | 4          | 3          | 0          | 1          | 132    | 59     | 73     | 4  | 16     |
| 2.º  | Gloucester            | 4          | 2          | 0          | 2          | 69     | 54     | 15     | 2  | 10     |
| 3.º  | London Irish          | 4          | 1          | 0          | 3          | 83     | 100    | −17    | 2  | 6      |
| 4.º  | Newport Gwent Dragons | 4          | 1          | 0          | 3          | 49     | 92     | −43    | 0  | 4      |

|  | Semifinalista. |

### Grupo 2
| Pos. | Equipo           | Encuentros | Encuentros | Encuentros | Encuentros | Tantos | Tantos | Tantos | PB | Puntos |
| Pos. | Equipo           | PJ         | PG         | PE         | PP         | F      | C      | Dif    | PB | Puntos |
| ---- | ---------------- | ---------- | ---------- | ---------- | ---------- | ------ | ------ | ------ | -- | ------ |
| 1.º  | Exeter Chiefs    | 4          | 3          | 0          | 1          | 112    | 67     | 45     | 2  | 14     |
| 2.º  | Sale Sharks      | 4          | 2          | 0          | 2          | 107    | 96     | 11     | 4  | 12     |
| 3.º  | Cardiff Blues    | 4          | 2          | 0          | 2          | 85     | 63     | 22     | 2  | 10     |
| 4.º  | Leicester Tigers | 4          | 2          | 0          | 2          | 83     | 89     | −6     | 1  | 9      |

|  | Semifinalista. |

### Grupo 3
| Pos. | Equipo             | Encuentros | Encuentros | Encuentros | Encuentros | Tantos | Tantos | Tantos | PB | Puntos |
| Pos. | Equipo             | PJ         | PG         | PE         | PP         | F      | C      | Dif    | PB | Puntos |
| ---- | ------------------ | ---------- | ---------- | ---------- | ---------- | ------ | ------ | ------ | -- | ------ |
| 1.º  | Bath               | 4          | 4          | 0          | 0          | 123    | 65     | 58     | 3  | 19     |
| 2.º  | Ospreys            | 4          | 1          | 0          | 3          | 88     | 132    | −44    | 2  | 6      |
| 3.º  | Harlequins         | 4          | 1          | 0          | 3          | 56     | 91     | −35    | 2  | 5      |
| 4.º  | Worcester Warriors | 4          | 1          | 0          | 3          | 48     | 99     | −51    | 1  | 5      |

|  | Semifinalista. |

### Grupo 4
| Pos. | Equipo             | Encuentros | Encuentros | Encuentros | Encuentros | Tantos | Tantos | Tantos | PB | Puntos |
| Pos. | Equipo             | PJ         | PG         | PE         | PP         | F      | C      | Dif    | PB | Puntos |
| ---- | ------------------ | ---------- | ---------- | ---------- | ---------- | ------ | ------ | ------ | -- | ------ |
| 1.º  | Northampton Saints | 4          | 4          | 0          | 0          | 126    | 56     | 70     | 2  | 18     |
| 2.º  | Newcastle Falcons  | 4          | 2          | 0          | 2          | 69     | 82     | −13    | 1  | 9      |
| 3.º  | Scarlets           | 4          | 2          | 0          | 2          | 54     | 100    | −46    | 0  | 8      |
| 4.º  | London Wasps       | 4          | 1          | 0          | 3          | 56     | 95     | −39    | 1  | 5      |

|  | Semifinalista. |

### Semifinales
| 8 de marzo de 2014 | Northampton Saints | 26 - 7 | Saracens | Franklin's Gardens, Northampton |  |

| 9 de marzo de 2014 | Bath Rugby | 19 - 22 | Exeter Chiefs | The Recreation Ground, Bath |  |

### Final
| 16 de marzo de 2014 | Exeter Chiefs | 15 - 8 | Bath Rugby | Sandy Park, Exeter |  |

| Bandera de Inglaterra |
| Campeón Exeter Chiefs |
| Primer título         |